# Pôle d'équilibre territorial et rural du Pays Lédonien
La structure porteuse du Pays Lédonien est une Pôle d'équilibre territorial et rural situé dans le département du Jura.

## Composition
Le Pays regroupe regroupe 200 communes, elle-même regroupées dans 4 EPCI :
- Espace Communautaire Lons Agglomération (ECLA), ex communauté d'agglomération de Lons-le-Saunier
- Communauté de communes Bresse Haute Seille
- Terre d'Émeraude Communauté
- Communauté de communes Porte du Jura